# Stig Nauckhoff
Stig Otto Henriksson Nauckhoff, född 13 december 1912 i Grödinge församling, Södermanland, död 20 augusti 1956 i München, var en svensk skådespelare.
Nauckhoff var son till Johan Henrik Gustafsson Nauckhoff och var delvis uppvuxen och verksam i Tyskland; bland annat gick han skådespelarutbildning i landet. Han avled i München, men var vid sin död skriven i Eksjö församling. Under en period var han gift med skådespelaren Irene Nauckhoff.

## Filmografi
- 1945 – Gomorron Bill!
- 1948 – Lappblod
- 1949 – Huset no. 17